# 利蒙 (涅夫勒省)
利蒙（法語：Limon，法語發音：[limɔ̃]）是法国涅夫勒省的一个市镇，属于讷韦尔区。

## 地理
利蒙（46°58'8"N, 3°22'45"E）面积8.04 平方千米，位于法国勃艮第-弗朗什-孔泰大區涅夫勒省，该省份为法国中部省份，北至约讷省，西北接卢瓦雷省，西接谢尔省，南至阿列省，东南接索恩-卢瓦尔省，东临科多尔省。
与利蒙接壤的市镇（或旧市镇、城区）包括：博蒙-萨尔多勒、拉费尔默泰、圣伯南达济。

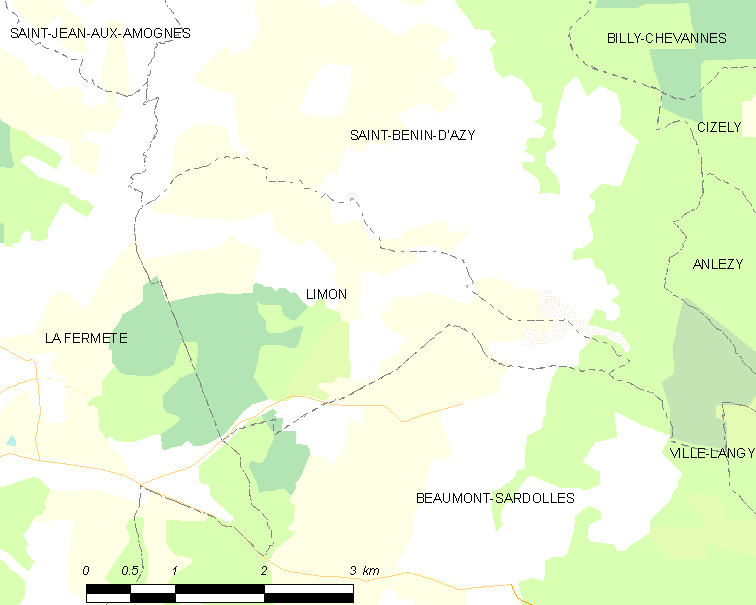
的OSM定位图

利蒙的时区为UTC+01:00、UTC+02:00（夏令时）。

## 行政
利蒙的邮政编码为58270，INSEE市镇编码为58143。

## 政治
利蒙所属的省级选区为盖里尼县。

## 人口

1962-2008年间人口变化图示

利蒙于2022年1月1日时的人口数量为145人。